# Gościejewko
Gościejewko (prononciation : [ɡɔɕt͡ɕɛˈjɛfkɔ]) est un village polonais de la gmina de Ryczywół dans le powiat d'Oborniki de la voïvodie de Grande-Pologne dans le centre-ouest de la Pologne.
Il se situe à environ 5 kilomètres à l'est de Ryczywół (siège de la gmina), à 18 kilomètres au nord d'Oborniki (siège du powiat), et à 45 kilomètres au nord de Poznań (capitale de la Grande-Pologne).

## Histoire
De 1975 à 1998, le village faisait partie du territoire de la voïvodie de Piła.

Depuis 1999, Gościejewko est situé dans la voïvodie de Grande-Pologne.